# Horace Sebastiani de la Porta
Horace-François-Bastien Sébastiani, conde de la Porta y del Imperio (15 de noviembre de 1772-20 de julio de 1851) fue un militar y conde francés que ocupó varios ministerios durante la Monarquía de Julio. En el terreno militar llegó al rango de mariscal.

## Biografía
Horace-François-Bastien Sébastiani de la Porta nació en La Porta, Córcega, el 15 de noviembre de 1772 y era hijo de un sastre que se hallaba desterrado en aquella isla mediterránea.
Al comienzo de la Revolución francesa abandonó el seminario donde cursaba estudios eclesiásticos y se alistó en un regimiento de Ventimiglia en 1789 y en el mes de agosto alcanzó el grado de subteniente. Fue promovido a teniente en el año siguiente y participó en la represión de los paolistas. Tras su incorporación al Ejército de los Alpes en junio de 1794 fue herido en el encuentro de Dego. En septiembre de 1797, luchó bravamente en Arcola y fue promovido al grado de Jefe de Escuadrón. Lo hicieron prisionero el 28 de abril de 1799, pero fue liberado poco después y ascendido al grado de Jefe de Brigada. Mientras se encontraba de guarnición a París, se unió a Napoleón Bonaparte y al frente de sus dragones expulsó a los diputados a Saint-Cloud, en esa decisiva jornada del 19 Brumario. Napoleón no se olvidó del gesto de Sebastiani y su decisiva participación.
En 1800, Sebastiani asistió a la batalla de Marengo y al paso de Mincio. En 1802 fue destinado a una misión diplomática en Turquía y Egipto y a su regreso fue promovido al grado de General de Brigada, en 1803. Durante la batalla de Austerlitz, donde cayó herido gravemente el 12 de diciembre, fue promovido al grado de General de División.
El 2 de mayo de 1806, Napoleón le nombró embajador en Constantinopla, ya que el Emperador mantenía una relación de amistad con el sultán turco, Selim III. Allí permaneció hasta el 27 de abril de 1808 y se ocupó de dirigir la defensa de esta ciudad contra la flota británica que, pasando al Bósforo, había acudido a presionar a aquel sultanato proclive a Francia. La flota tuvo que retirarse del asedio. Aquella defensa, sin embargo, sería la causa que hizo posible la caída del sultán de Turquía, al rebelarse los jenízaros, descontentos por haber tenido al mando a un cristiano. A Sebastiani le supuso ser premiado por Napoleón con el título de conde.
Fue destinado al Ejército que invadió España y participa en varias acciones, entre las que se encuentran la batalla de Almonacid, el 11 de agosto de 1809. Así mismo dirigió la campaña, a principios de 1810, para recuperar el dominio sobre Andalucía. En poco tiempo Sebastiani ocupó Jaén, Granada y Málaga, que fue la única capital andaluza que se levantó en esta ocasión contra las tropas napoleónicas y fue sometida a un brutal saqueo en el que tuvo parte.
En 1810 las tropas francesas del general Horace Sebastiani profanaron la tumba de Gonzalo Fernández de Córdoba, mutilando sus restos y quemando las 700 banderas. Sebastiani, en su huida de España en 1812, se llevó su calavera y una probable copia de su espada de gala, objetos que aún hoy permanecen en paradero desconocido.
Cuando el mariscal Soult y el rey José I comenzaron con sus intrigas, Sebastiani rehusó participar en ellas, aunque no dejaron de circular rumores que le incluían en ellas. El 15 de julio de 1812, asedió Drissa y el 8 de agosto hizo lo mismo en Inkowo y en la retirada de Moscú. Bonaparte le puso a la cabeza de los restos de la caballería de la Grande Armée en los finales de la campaña de Rusia y tomó parte en todos los combates importantes de la final campaña de 1813.
Durante la jornada de Leipzig fue herido de un lanzazo en el pecho, pero siguió al frente de sus hombres y en la lucha del 30 de octubre de ese año, propició la caída de los bávaros en Hanau, y se cubrió de honores en aquellos últimos días de la campaña. Napoleón le encomendó la defensa de París, entre Bercy y La Villette durante las jornadas de los Cien Días.
Tras la batalla de Waterloo huyó a Inglaterra, regresando a Francia en mayo de 1816. Fue elegido diputado por Córcega entre 1819 y 1824. Partidario de la Casa de Orleáns, luchó para su advenimiento al trono y tras la llegada de la monarquía, Sebastiani obtuvo su compensación a los años de apoyo. En 1826, los electores liberales de Aisne le eligieron para reemplazar al general Foy, en el escaño correspondiente a Vervins, más tarde se incorporó nuevamente al escaño de Córcega. Luis Felipe le nombró Ministro de Marina, en agosto de 1830 y así permaneció hasta noviembre del mismo año, Ministro de Asuntos extranjeros, desde el 17 de noviembre de 1830 al 11 de octubre de 1832, en que dimitió. Ministro sin cartera, desde el 22 de marzo de 1833 hasta el 1 de abril de 1834. A continuación fue nombrado, el 3 de abril de 1834, Embajador en Nápoles, el 7 de enero de 1835 pasó a ocupar la embajada en Londres hasta el 7 de febrero de 1840. En octubre de 1840 fue nombrado mariscal de Francia.
Tras sufrir una apoplejía, falleció en París, el 20 de julio de 1851 y fue depositado en Los Inválidos, siendo escrito su nombre en el Arco de Triunfo de París.